# Diecezja Apatzingán
Diecezja Apatzingán (łac. Dioecesis Apatzinganiensis) – diecezja Kościoła rzymskokatolickiego w Meksyku, sufragania  archidiecezji Morelia.

## Historia
30 kwietnia 1962 roku papież Jan XXIII konstytucją apostolską Quo aptius erygował diecezję Apatzingán. Dotychczas wierni z tych terenów należeli do diecezji Colima i Tacámbaro.
11 października 1985 roku diecezja utraciła część swego terytorium na rzecz nowo powstającej diecezji Ciudad Lázaro Cárdenas.

## Główne świątynie
- Katedra: Katedra Niepokalanego Poczęcia Najświętszej Maryi Panny w Apatzingán

## Biskupi diecezjalni
- Victorino Alvarez Tena (1962 - 1974)
- José Fernández Arteaga (1974 - 1980)
- Miguel Patiño Velázquez MSF (1981 - 2014)
- Cristóbal Ascencio García (od 2014)